# Lovely²
lovely2（）は、日本のガールズ・パフォーマンスグループ。LDH JAPANとソニー・ミュージックレーベルズによる共同マネジメント事業SL Square LLP.に所属。メンバーは渡辺未優、山口莉愛、山下結衣、杉浦優來の4人で、全員がテレビ東京系のドラマ「ポリス×戦士 ラブパトリーナ!」の出演者で構成される。2021年6月30日に活動終了した。

## 概要
ガールズ×戦士シリーズの『ポリス×戦士 ラブパトリーナ!』の主演である渡辺未優（愛羽ツバサ役）、山口莉愛（紫原サライ役）、山下結衣（青瀬コハナ役）の3人により、2020年7月20日に結成、9月30日にメジャーデビューした。また、10月11日には杉浦優來（七色ソラ役）が加入して4人となった。
4人全員が、ボーカルとダンスパフォーマンスを行う。ラブパトリーナ!の主題歌にはlovely2も参加していた。

## 略歴

### 2020年
7月20日、オーディションによって選抜された渡辺未優、山口莉愛、山下結衣により音楽グループlovely2が結成される。
7月25日、ガールズ×戦士シリーズ公式動画チャンネルで、ファントミラージュ!とラブパトリーナ!のバトンタッチ動画が公開された。
7月26日、lovely2が主演を務めるドラマ『ポリス×戦士 ラブパトリーナ!』の放送がスタート。
8月6日、TOWER RECORDS CAFEとのコラボを開始。また、8月31日までコラボグッズの一斉販売もした。
9月27日、小学館の少女漫画雑誌「ちゃお」が初となるオンラインイベント「ちゃおフェスLIVEオンライン」が開催され、3人揃って参加した。
9月30日、lovely2が、『ポリス×戦士 ラブパトリーナ!』エンディングテーマ曲「○×△ 〜まる・ばつ・さんかく〜」でメジャーデビュー。このシングルにはCRAZY四角形も参加している。
同日、「テレ東音楽祭2020秋」にGirls2のメンバーと共に出演。新曲「大事なモノ」を披露した。
10月11日、杉浦優來が新メンバーとして加入し、lovely2は4人組となる。
11月22日、 『劇場版 ポリス×戦士 ラブパトリーナ！～怪盗からの挑戦！ ラブでパパッとタイホせよ！ ～』が翌年の4月29日に全国ロードショーされる事が決定する。
12月23日、2nd シングル「とぅわりんりんたんたん」発売。このシングルは4人での新体制となってから初のシングルとなる。
12月30日、「ひみつのミニ2“生配信”ライブ♪」で生パフォーマンスをした。

### 2021年
2月10日、3rd シングル「LOVE2」発売。
3月14日、東京都都民安全推進本部が主催する「子供安全フェスタ」にlovely²の4人が出演した。
4月26日、『劇場版 ポリス×戦士 ラブパトリーナ！〜怪盗からの挑戦！ ラブでパパッとタイホせよ！〜』の公開が新型コロナウイルス感染再々拡大による緊急事態宣言のため、延期されることが発表された。その後、5月21日に公開されることが決定した。
4月28日、Girls 2と共におはスタに出演し、生パフォーマンスを披露した。翌29日にもゲスト出演し、単独で劇場版主題歌『STARRRT!』を生パフォーマンス。
5月21日、『劇場版 ポリス×戦士 ラブパトリーナ!〜怪盗からの挑戦! ラブでパパッとタイホせよ!〜』公開。
5月31日、6月末をもってlovely 2の活動終了予定であることを公式ホームページで発表。
6月2日、ベストアルバム「LOVELY☆BEST - Complete lovely² Songs -」が発売。このアルバムではオリコン週間7位(2021年6月14日付)を記録し、lovely²としては初めてTOP10入りを果たした。当日の「おはスタ」にも生出演し、『○×△ 〜まる・ばつ・さんかく〜』、『LOVE²』、『夢みたい伝えたい』の3曲をメドレーで披露した。
6月5日、『劇場版 ポリス×戦士 ラブパトリーナ!〜怪盗からの挑戦! ラブでパパッとタイホせよ!〜』の公開記念舞台挨拶を開催。また、「ポリス×戦士 ラブパトリーナ!」の次回作である「ビッ友×戦士 キラメキパワーズ！」に出演する永山椿、深澤日彩がステージに初登場した。
6月13日、同日に行われた配信ライブ『lovely 2 SPECIAL LIVE 2021』で渡辺未優と山下結衣のユニット卒業および山口莉愛と杉浦優來が新ユニット『Lucky2』への加入を発表。これにより、lovely²としての活動が同年6月30日で終了することとなった。
6月27日、『ポリス×戦士 ラブパトリーナ!』放送終了（全48話）。
6月30日、ユニットとしての活動終了。
8月22日、『ビッ友×戦士 キラメキパワーズ!』 第7話にラブパトリーナとしてゲスト出演。

## メンバー
メンバー名は、原則として「ラブパトリーナ」のクレジット順に準拠して列記される。
| 名前                     | 生年月日               | 出身地   | EXPG 出身校 | 通常 シンボル カラー | ガールズ×戦士 出演時の役名 | 備考                    |
| ------------------------ | ---------------------- | -------- | ----------- | -------------------- | -------------------------- | ----------------------- |
| 渡辺未優 わたなべ みゆ   | 2007年5月14日（17歳）  | 兵庫県   | 大阪校      | ピンク               | 愛羽ツバサ あいば つばさ   |                         |
| 山口莉愛 やまぐち りな   | 2008年11月22日（16歳） | 神奈川県 | 横浜校      | 紫                   | 紫原サライ しはら さらい   | グループ最年少          |
| 山下結衣 やました ゆい   | 2006年11月22日（18歳） | 福岡県   | 福岡校      | 水色                 | 青瀬コハナ あおせ こはな   | リーダー グループ最年長 |
| 杉浦優來 すぎうら ゆうら | 2007年1月5日（18歳）   | 東京都   | 東京校      | レインボー           | 七色ソラ なないろ そら     | 2020年10月11日加入      |

## ディスコグラフィ
順位はオリコン週間ランキングの最高位。
|                | 発売日         | タイトル                               | 収録曲 | 規格品番    | 順位 |
| -------------- | -------------- | -------------------------------------- | --- | ----------- | ---- |
| 1stシングル    | 2020年9月30日  | ○×△ 〜まる・ばつ・さんかく〜           | 全3曲 1. ○×△ ～まる・ばつ・さんかく～ 2. ○×△□ ～まる・ばつ・さんかく・しかく～ feat.CRAZY四角形 3. 321! ～スリー・ツー・ワン～ | AICL-3925/6 | 20位 |
| 2ndシングル    | 2020年12月23日 | とぅわりんりんたんたん                 | 全2曲 1. とぅわりんりんたんたん 2. STEP! | AICL-3967/8 | 28位 |
| 3rdシングル    | 2021年2月10日  | LOVE2                                  | 全2曲 1. LOVE2 2. 銀河とクジラの船 | AICL-4013/4 | 17位 |
| ベストアルバム | 2021年6月2日   | LOVELY☆BEST - Complete lovely² Songs - | 全9曲 1. ○×△ 〜まる・ばつ・さんかく〜 2. 321! 〜スリー・ツー・ワン〜 3. とぅわりんりんたんたん 4. STEP! 5. LOVE2 6. 銀河とクジラの船 7. 夢みたい伝えたい 8. ○×△□ 〜まる・ばつ・さんかく・しかく〜 feat. CRAZY四角形 9. lovely2メンバースペシャルトーク | AICL-4063   | 7位  |

## Girls²参加楽曲
- 大事なモノ - ポリス×戦士ラブパトリーナ!  前期オープニングテーマ
- Girls Revolution - ポリス×戦士ラブパトリーナ!  後期オープニングテーマ
- STARRRT! - 映画 ポリス×戦士 ラブパトリーナ! 〜怪盗からの挑戦！ ラブでパパッとタイホせよ！〜 主題歌

## 出演
いずれもラブパトリーナ!として出演。

### テレビ
レギュラー
- ポリス×戦士 ラブパトリーナ!（2020年7月21日 - 2021年6月27日、テレビ東京）

ゲスト出演
- カードファイト!! ヴァンガードif イフ6（2020年7月4日、テレビ愛知）
- トミカ絆合体 アースグランナー 第51話（2021年3月28日、テレビ大阪）[25]
- ビッ友×戦士 キラメキパワーズ! 第7話 （2021年8月22日、テレビ東京）

### 映画
- 劇場版 ポリス×戦士 ラブパトリーナ!〜怪盗からの挑戦! ラブでパパッとタイホせよ!〜（2021年5月21日、KADOKAWA/イオンエンターテイメント）